# EDtv
EDtv (Alternativtitel EDtv – Immer auf Sendung) ist eine Filmkomödie von Ron Howard, die 1999 produziert wurde. Die Produktion der Komödie, die in Kalifornien gedreht wurde, kostete schätzungsweise 60 Millionen Dollar.

## Handlung
Ed Pekurny wird von der TV-Produzentin Cynthia Topping für eine Reality-TV-Show besetzt und daher rund um die Uhr von Kameras begleitet. Nachdem die Show zunächst eher schlecht läuft, steigert sich das Interesse, als Ed seinen Bruder Ray bei einem Seitensprung erwischt. Als sich Ed bei Shari, der Ex-Freundin von Ray, entschuldigen will, gesteht Ed Shari, dass er sie liebt und die beiden werden ein Paar. Allerdings sind die Fernsehzuschauer nicht begeistert von Shari und beleidigen sie. Als Ed versucht, Shari in einem guten Licht dastehen zu lassen, ist diese empört und verlässt ihn mit der Aussage, dass sie nicht für die Rolle der Freundin vorsprechen würde.
Nach weiteren Ereignissen reift in Ed immer mehr der Wunsch, die Sendung zu beenden, doch der Fernsehsender möchte ihn nicht aus seinem Vertrag entlassen. Ed findet sogar heraus, dass seine ganze Familie inzwischen Verträge unterschrieben hat und ebenfalls von Kameras begleitet wird. Nachdem er sich mit Shari versöhnt hat, verkündet Ed in der Sendung, er würde für die peinlichste Hintergrundinformation über das Management des Senders 10.000 US-Dollar Belohnung zahlen. Die bisherige Redakteurin der Sendung kündigt nach einem Streit mit dem Chef des Senders. Sie ruft anonym Ed an und erzählt ihm, der Senderchef habe eine Penisprothese. Ed erklärt vor der Kamera die Funktionsweise des Implantats; als er den Namen des Senderchefs nennen will, wird die Sendung auf dessen Anweisung abgebrochen.

## Kritiken
- Mick LaSalle schrieb im San Francisco Chronicle, dass das Drehbuch beißend sarkastisch sei. Er lobte die Darstellungen, vor allem die von Woody Harrelson und Ellen DeGeneres.[1]
- Roger Ebert verglich die Komödie in der Chicago Sun-Times mit dem Film Die Truman Show. Am interessantesten fand er die Figur des Ray Pekurny.[2]

## Kurzauftritte bekannter Persönlichkeiten
Es kommt zu mehreren Auftritten von Michael Moore als Talkshowgast und Jay Leno als Talkshowgastgeber.

## Versionen
EDTv erschien auf Disc bisher in drei verschiedenen Versionen:
- Kinoversion
- Special Edition
- Collector’s Edition (Altersfreigabe: ab 12 Jahren)

## Auszeichnungen
- Elizabeth Hurley und Matthew McConaughey wurden 1999 für den Teen Choice Award nominiert.
- Die Deutsche Film- und Medienbewertung FBW in Wiesbaden verlieh dem Film das Prädikat besonders wertvoll.

## Musik
Die Band Bon Jovi steuerte den Song Real Life bei.

## Sonstiges
Vorlage zu EDtv ist der französische Film „Louis 19, le roi des ondes“ von Michel Poulette aus dem Jahr 1994.